# Jealous Gods
Jealous Gods — шестой студийный альбом финской рок-группы Poets of the Fall. Дата выхода альбома — 19 сентября 2014 года. Альбом занял первое место в финском хит-параде, продержавшись в нём 7 недель.

## Список композиций
Слова и музыка всех песен — Poets of the Fall.
| №   | Название                 | Длительность |
| --- | ------------------------ | ------------ |
| 1.  | «Daze»                   | 5:26         |
| 2.  | «Jealous Gods»           | 4:36         |
| 3.  | «Rumors»                 | 5:00         |
| 4.  | «Brighter Than The Sun»  | 4:16         |
| 5.  | «Love Will Come To You»  | 4:13         |
| 6.  | «Rogue»                  | 4:26         |
| 7.  | «Rebirth»                | 4:17         |
| 8.  | «Hounds To Hamartia»     | 5:06         |
| 9.  | «Clear Blue Sky»         | 3:27         |
| 10. | «Choice Millionaire»     | 4:49         |
| 11. | «Nothing Stays The Same» | 4:35         |